# The Nightmare of Being
The Nightmare of Being è il settimo album in studio del gruppo musicale melodic death metal svedese At the Gates, pubblicato nel 2021.

## Tracce
1. Spectre of Extinction – 4:49
2. The Paradox – 4:43
3. The Nightmare of Being – 3:49
4. Garden of Cyrus – 4:25
5. Touched by the White Hands of Death – 4:07
6. The Fall into Time – 6:45
7. Cult of Salvation – 4:24
8. The Abstract Enthroned – 4:26
9. Cosmic Pessimism – 4:31 (testo: Eugene Thacker)
10. Eternal Winter of Reason – 3:38

## Formazione
- Tomas Lindberg - voce
- Jonas Stålhammar - chitarra
- Martin Larsson - chitarra
- Jonas Björler - basso, mellotron, hammond, pianoforte, Rhodes, chamberlin
- Adrian Erlandsson - batteria

### Altri musicisti
- Andy LaRocque - chitarra solista (traccia 1)
- Lars-Erik Almberg - tuba (tracce 5, 6, 8)
- Marcus Carlsson - fagotto (tracce 5, 6)
- Rajmund Follmann - violoncello (tracce 5, 6, 8, 9)
- Alberto Alvarez Garcia - clarinetto (tracce 5, 6, 9)
- Gunnar Hjorth - chitarra classica (traccia 1)
- Peter Nitsche - contrabbasso (tracce 5, 6, 8, 9)
- Jill Widen - flauto (traccia 5)
- Anders Gabrielsson - sassofono (traccia 4)
- Fredrik Hulthe - viola (tracce 5, 6, 8, 9)
- Tino Fjeldli - violino (tracce 5, 6, 8, 9)